# جانينا ألتمان
جانينا ألتمان (بالعبرية: נינה אלטמן‏) (بالبولندية: Janina Altman)‏ هي كاتِبة وكيميائية بولندية وإسرائيلية، ولدت في 2 يناير 1931 في لفيف في أوكرانيا و توفيت في 24 يوليو 2022 في حيفا.

## وصلات خارجية
- الموقع الرسمي